# Eendracht Mechelen-aan-de-Maas
Ne pas confondre avec le Patro Eisden Maasmechelen, un autre club de football basé à Maasmechelen.
Maillots
Dernière mise à jour : 4 août 2017.
L'Eendracht Mechelen-aan-de-Maas est un club belge de football basé à Maasmechelen. Porteur du "matricule 5384", le club évolue en vert et blanc. Le club évolue en 2017-2018 en première provinciale limbourgeoise.
Le club a évolué durant 13 saisons en séries nationales, dont 3 en Division 3. Il tire son nom actuel d'une fusion intervenue en 2013 entre le KVV Verbroedering Maasmechelen et le CS Mechelen a/d Maas (matricule 5864).

## Repères historiques
- 1922 : fondation de VICTORIA VOETBAL VERENIGING.
- 1923 : fondation de STANDAARD VOETBAL VERENINGING et de MECHELSE VOETBAL VERENINGING.
- 1926 : 21/12/1926, VICTORIA VOETBAL VERENIGING MECHELEN se voit attribuer le matricule 758 sous le nom de VICTORIA FOOTBALL CLUB MECHELEN-AAN-DE-MAAS.
- 1926 : 21/12/1926, MECHELSE VOETBAL VERENINGING se voit attribuer le matricule 859 sous le nom de MECHELSE VOETBAL VERENINGING MECHELEN-AAN-DE-MAAS.
- 1927 : VICTORIA FOOTBALL CLUB MECHELEN-AAN-DE-MAAS (758), MECHELSE VOETBAL VERENINGING MECHELEN-AAN-DE-MAAS (859) et STANDAARD VOETBAL VERENINGING (?) fusionnent pour former VOETBAL VEREENIGING MECHELSE SPORT. À cette époque un nouveau matricule est généré en cas de fusion officielle, mais il semble que le club n'est pas dans les registres de l'URSBFA.
- 1928 : fondation de CERKEL SPORTIEF MECHELEN-AAN-DE-MAAS.
- 1928 : Le 15/06/1928, VOETBAL VEREENIGING MECHELSE SPORT et le 12/09/1928 CERKEL SPORTIEF MECHELEN-AAN-DE-MAAS s'affilient auprès de l'URBSFA. VOETBAL VEREENIGING MECHELSE SPORT reçoit le matricule 1223. CERKEL SPORTIEF MECHELEN-AAN-DE-MAAS a le matricule 1297.
- 1950 : 19/08/1950, fusion de MECHELSE SPORT (1223) avec CERKEL SPORTIEF MECHELEN-AAN-DE-MAAS (1297) pour former VOETBAL VERENINGING VERBROEDERING MECHELEN-AAN-DE-MAAS. Le club fusionné reçoit le matricule 5384 (nouveau matricule généré en cas de fusion officielle).
- 1954 : refondation de CERKEL SPORTIEF MECHELEN-AAN-DE-MAAS, qui s'affilie à l'l'URBSFA et reçoit le matricule 5864. Le logo de ce club affiche les dates "1928-1950" et "1954". Un logo alternatif porte l'inscription "1955-2005". Le club ne cite pas de mention Société Royale.
- 1974 : 01/07/1974, VOETBAL VERENINGING VERBROEDERING MECHELEN-AAN-DE-MAAS (5384) change sa dénomination en VOETBAL VERENINGING VERBROEDERING MAASMECHELEN (5384).
- 2000 : 18/07/2000, reconnu "Société Royale, VOETBAL VERENINGING VERBROEDERING MAASMECHELEN (5384) prend le nom de KONINKLIJKE VOETBAL VERENINGING VERBROEDERING MAASMECHELEN (5384).
- 2013 : 01/07/2013, KONINKLIJKE VOETBAL VERENINGING VERBROEDERING MAASMECHELEN (5384) fusionne avec CERKEL SPORTIEF MECHELEN-AAN-DE-MAAS (5864) pour former EENDRACHT MECHELEN-AAN-DE-MAAS (5384). Le matricule 5864 disparaît

## Histoire
La localité de Mechelen-aan-de-Maas découvre le football au début des années 1920. Les pionniers sont une famille "Hermans" qui organise les premières rencontres. Évidemment, il est impossible de chercher des comparaisons avec l'organisation que nous connaissons de nos jours. En 1922, on trouve la trace de la création d'un premier club appelé Victoria VV. Les premières parties ne sont que des joutes amicales contres des équipes du voisinage, la plupart a la durée de vie éphémère. Les chroniques locales gardent les traces des premiers participants : Martin Bovend’aerde, Theodoor Maes, Herman et Mathieu Maes, Theodor Wevers, Jan Maes, Mathieu Terwingen, Herman Wevers ou encore Karel Albrechts, Jan Heytens.
En 1923, la famille Knabben, originaire de Maastricht, fonde un autre club: Mechelse VV. La même année, la localité salue la création d'une troisième équipe dénommée Standaard VV. Trois clubs, c'est évidemment beaucoup pour la petite commune de Mechelen-aan-de-Maas. À cette époque, l'expansion économique et démographique de la localité débute seulement, avec l'extension des charbonnages, principalement dans la commune voisine d'Eisden (qui depuis la fusion des communes fait partie du "Grand Maasmechelen").
Après quatre ans de concurrence plus néfaste que bénéfique, les trois clubs décident de s'unir. Ensemble, il forme un club unique baptisé Mechelse Sport. Les couleurs retenues sont le Noir et Blanc. Ce club s'affilie auprès de l'URBSFA et reçoit le matricule n°???.
En 1928, un nouveau club voit le jour dans la localité, le CS Mechelen-aan-de-Maas. Lui aussi rejoint l'Union Belge et reçoit le matricule n°???.
À cette époque, les séries inférieures se développent et augmentent en même temps que le nombre de clubs affiliés au sein de la fédération nationale. On finit par avoir, du bas vers le haut, la 4e, la 3e et la 2e division régionale". Lors de la saison 1931-1932, Mechelse Sport monte en "2e régionale" (Tweede Gewestelijke, en Néerlandais), une série située juste en dessous de la Promotion qui est à l'époque la plus basse des trois divisions nationales. Le club évolue dans ce qui est alors le 4e niveau du football belge jusqu'en 1937. Pendant ce temps, le CS Mechelen a/d Maas reste en 2e régionale jusqu'en 1945.
Le "Sport" et le "CS" se retrouvent ensemble dans la plus haute division régionale lors de la saison 1949-1950. Les derbies sont âprement disputés et ne laissent guère de place à l'académisme ou au spectacle purement sportif !

### Fusion et montée en Nationale
Conscients que la rivalité est plus stérile que productive, le bourgmestre (Maire) Theodoor Smeets et son Secrétaire communal, Martin Boven'aerde, incitent les deux clubs à fusionner. Avec l'aide de diverses sociétés culturelles et sociales de la localité, le 19 août 1950, Mechelse Sport (?) et CS Mechelen a/d Maas (?) s'unissent pour former le VV Verbroedering Mechelen-aa-de-Maas. L'URBSFA, en vertu de ses règlements de l'époque, attribue un nouveau matricule au club fusionné, le 5384. Les nouveaux statuts sont acceptés par l'Assemblée générale le 26 août 1950.
Lors de ses premières saisons d'existence, le VV Verbroedering joue les premiers rôles dans la plus haute division sous les séries nationales. Cette élite "régionale" reçoit le nom de 1re provinciale lors de la saison 1952-1953, soit en même temps que la fédération belge instaure une 4e Division nationale qui hérite du nom de "Promotion". En 1960, VV Verbroedering Mechelen aan-de-Maas remporte le titre de la Province de Limbourg avec cinq points d'avance sur Hamontlo VV et Zonhoven Vrij & Vlug. Le matricule 5384 monte pour la première fois de sn Histoire en séries nationales.
Lors de sa 3e saison en Promotion, le VV Verbroedering livre une lutte intense en tête du classement. Ses deux principaux rivaux sont le K. Hasseltse VV et le FC Lommelse SK. Verbroedering Mechelen a/d Maas termine ex aequo avec Hasseltse VV et un point devant Lommelse. Selon les règlements, le VV Verbroedering est devancé par le matricule 65 car celui-ci a concédé une défaite de moins. Le matricule 5384 est promu en Division 3, car le champion "disparaît". Sanctionné pour "tentative de corruption", Hasseltse VV est privé de montée et est renvoyé d'office en 1re Provinciale (ce qui permet au Patria Tongeren d'eviter la descente !). Le matricule 65 ne s'en remet pas. Il fusionne avec son voisin de l'Excelsior FC Hasselt pour créer le K. SC Hasselt.
Dans l'effectif du Verbroedering Mechelen-aan-de-Maas qui décroche la montée, on retrouve le futur Diable Rouge Léon Dolmans et les frères Hendrikx, les frères Terwingen, Marres, Penders, Knabben, Scheurmans, Maes, ou encore Salden.

### Descente aux enfers
Le VV Verbroedering joue trois saisons en Division 3, mais à partir de 1966, le club connaît trois relégations consécutives qui le renvoient en 2e Provinciale, soit un passage du 3e au 6e niveau de la hiérarchie !
Dernier en D3, en 1966, le matricule 5384 termine 13e l'année suivante à égalité de points et de victoires (9) avec le Witgoor Sport Dessel. Mechelen-aan-de-Maas perd (1-0) le match d'appui visant à départager les deux équipes. En 1968, échoua à la dernière place en 1re Provinciale. L'hémorragie est enfin jugulée et le cercle enlève directement le titre qui lui permet de retrouver l'élite provinciale en 1969. Au terme de la saison suivante, le VV Verbroedering finit vice-champion derrière Zonhoven Vrij & Vlug.
Après la fusion des Communes, en 1973, la localité prend le nom de Maasmechelen. Le 1er juillet 1974, le club adapte sa dénomination et devient le VV Verbroedering Maasmechelen.
Le matricule 5384 reste en P1 jusqu'en 1976 puis glisse en P2. En 1988, le cercle est renvoyé en P3, soit au 7e niveau de la hiérarchie. Il y reste trois saisons avant de remonter via le tour final. Champion en 1995, le VV Verbroedering retrouve l'élite provinciale limbourgeoise.

### Retours éphémères en Nationale
Le club est reconnu "Société royale" en 2000. Le 18 juillet 2000, il devient le K. VV Verbroedering Maasmechelen. Au terme de la saison 2000-2001, le cercle termine 3e mais remporte le tour final de P1. Lors du Tour final interprovincial, Maasmechelen s'impose nettement contre le R. FC Bioul 81 (4-0), puis dispose du K. FC Izegem (2-0) pour décrocher le droit de remonter en séries nationales.
La saison suivante, le matricule 5384 se classe 3e en Promotion et gagne le droit de prendre part au tour final pour la montée en Division 3. Sprimont Sports met fin rapidement aux beaux rêves limbourgeois (3-1).
Le K. VV Verbroedering Maasmechelen assure son maintien lors des deux saisons suivantes, mais en 2005, il échoua à la dernière place et retourne en P1. Le club en est directement champion et remonte. Durant la saison 2006-2007, le cercle se retrouve pour la première fois dans la même division que son voisin plus connu du Patro. Celui-ci termine en milieu de tableau alors que le K. VV Verbroedering est contraint de disputer les Barrages pour tenter de se maintenir. Il s'incline (3-2) en déplacement R. Léopold Uccle FC et est renvoyé au Tour final interprovincial. Il y est surpris (0-1) dès le premier tour par Wellen, un autre club limbourgeois.
En 2008, un nouveau titre provincial permet au K. VV Verbroedering de remonter en séries nationales, mais il en est relégué après une seule saison. En 2010, le club est renvoyé en "P2" (niveau 6) pour la première fois depuis 16 ans. En 2013, une nouvelle fusion a lieu avec le CS Mechelen-aan-de-Maas (matricule 5864) et le club prend le nom d'Eendracht Mechelen-aan-de-Maas.

## Anciens joueurs connus
- Léon Dolmans

## Résultats dans les divisions nationales
Statistisques mises à jour le 24 mai 2013

### Bilan
| Niv | Divisions     | Jouées | Titres | TM Up | TM Down |
| --- | ------------- | ------ | ------ | ----- | ------- |
| I   | 1re nationale | 0      | 0      |       |         |
| II  | 2e nationale  | 0      | 0      |       |         |
| III | 3e nationale  | 3      | 0      |       |         |
| IV  | 4e nationale  | 10     | 0      | 1     | 2       |
| V   | 5e nationale  | 0      | 0      |       |         |
|     |               |        |        |       |         |
|     | TOTAUX        | 13     | 0      | 1     | 2       |

- TM Up : test-match pour départager des égalités, ou toutes formes de Barrages ou de Tour final pour une montée éventuelle.
- TM Down : test-match pour départager des égalités, ou toutes formes de Barrages ou de Tour final pour le maintien.

### Classements saison par saison
| Ordre | Saison  | Nom du club                        | Niveau             | Classement final | Remarques           |
| ----- | ------- | ---------------------------------- | ------------------ | ---------------- | ------------------- |
| 1     | 1960-61 | VV Verbroedering Mechelen a/d Maas | Promotion série C  | 12e/16           |                     |
| 2     | 1961-62 | VV Verbroedering Mechelen a/d Maas | Promotion série D  | 8e/16            |                     |
| 3     | 1962-63 | VV Verbroedering Mechelen a/d Maas | Promotion série C  | Champion         | Promu               |
| 4     | 1963-64 | VV Verbroedering Mechelen a/d Maas | Division 3 série A | 12e/16           |                     |
| 5     | 1964-65 | VV Verbroedering Mechelen a/d Maas | Division 3 série B | 11e/16           |                     |
| 6     | 1965-66 | VV Verbroedering Mechelen a/d Maas | Division 3 série A | 16e/16           | Relégué             |
| 7     | 1966-67 | VV Verbroedering Mechelen a/d Maas | Promotion série C  | 13e/16           | Test-match          |
|       |         |                                    |                    |                  | séries provinciales |
| 8     | 2001-02 | K. VV Verbroedering Maasmechelen   | Promotion série C  | 3e/16            | Tour final          |
| 9     | 2002-03 | K. VV Verbroedering Maasmechelen   | Promotion série C  | 12e/16           |                     |
| 10    | 2003-04 | K. VV Verbroedering Maasmechelen   | Promotion série C  | 10e/16           |                     |
| 11    | 2004-05 | K. VV Verbroedering Maasmechelen   | Promotion série C  | 16e/16           | Relégué             |
|       |         |                                    |                    |                  | séries provinciales |
| 12    | 2006-07 | K. VV Verbroedering Maasmechelen   | Promotion série C  | 13e/16           | Barrages            |
|       |         |                                    |                    |                  | séries provinciales |
| 13    | 2008-09 | K. VV Verbroedering Maasmechelen   | Promotion série C  | 14e/16           | Relégué             |
|       |         |                                    |                    |                  | séries provinciales |

### Sources et liens externes
- Site officiel du club